# Oued Tlelat
Oued Tlelat là một đô thị thuộc tỉnh Oran, Algérie. Dân số thời điểm năm 2002 là 13.289 người.